# Bole (distrikt)
Bole är ett distrikt i Ghana.   Det ligger i regionen Norra regionen, i den centrala delen av landet, 400 km nordväst om huvudstaden Accra. Antalet invånare är 131 452. Arean är 9 631 kvadratkilometer.
Terrängen i Bole är kuperad åt sydväst, men åt nordost är den platt.